# Ricardo García Ambroa
Ricardo García Ambroa (Vitoria-Gasteiz, 1988. február 26. –) spanyol-baszk profi országúti kerékpáros. 2018-ban visszavonult a versenyzéstől.

## Eredményei
2011
1., 2. szakasz - Cinturo de l'Emporda
5., összetettben - Volta ao Alentejo
6., összetettben- GP Torres Vedras
8., összetettben - Vuelta a Castilla y Leon
10. - Memorial Ricardo Otxoa